# Joppa subvittata
Joppa subvittata là một loài tò vò trong họ Ichneumonidae.